# بيت كسلان (كحلان عفار)

تعديل مصدري - تعديل

بيت كسلان هي إحدى قرى عزلة بنى الطربى بمديرية كحلان عفار التابعة لمحافظة حجة، بلغ تعداد سكانها 126 نسمة حسب تعداد اليمن لعام 2004.